# 南蔵院 (板橋区)
南蔵院（なんぞういん）は、東京都板橋区蓮沼町にある真言宗智山派の寺院。山号は寳勝山。関東三十六不動霊場の札所（12番）・豊島八十八ヶ所霊場の札所（34番）である。

## 歴史
『北豊島郡誌』によれば、創建年代・開山・開基不詳で、1662年（寛文2年）に宥照が中興したと伝えられている。一方『新編武蔵風土記稿』によれば、宥照の開山と伝えられている。
徳川八代将軍の徳川吉宗が鷹狩の際に休憩の際に立ち寄ったと伝えられている。1927年（昭和2年）に隣にあった「金剛院」を合併した。
現在は桜の名所となっており、桜の時期には多くの見物客が訪れ、その桜の風景は板橋区が制定した板橋十景にも選ばれている。

## 境内
- 本堂 - 本尊は十一面観世音菩薩
- 墓地
- 福聚殿
- 地蔵堂
- 庚申地蔵
- 不動堂 - もとは旧金剛院が管理していた。

## ギャラリー

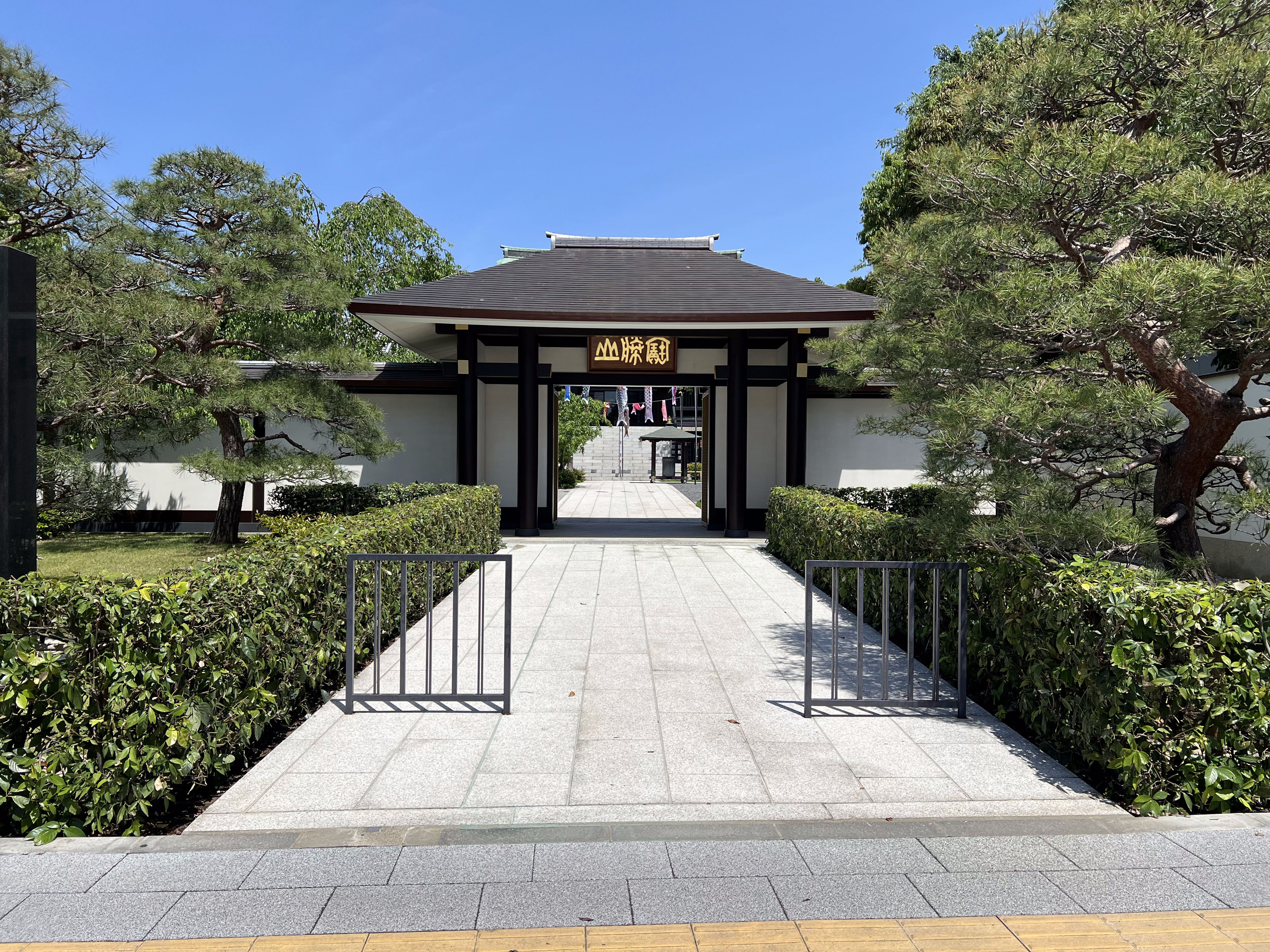
山門
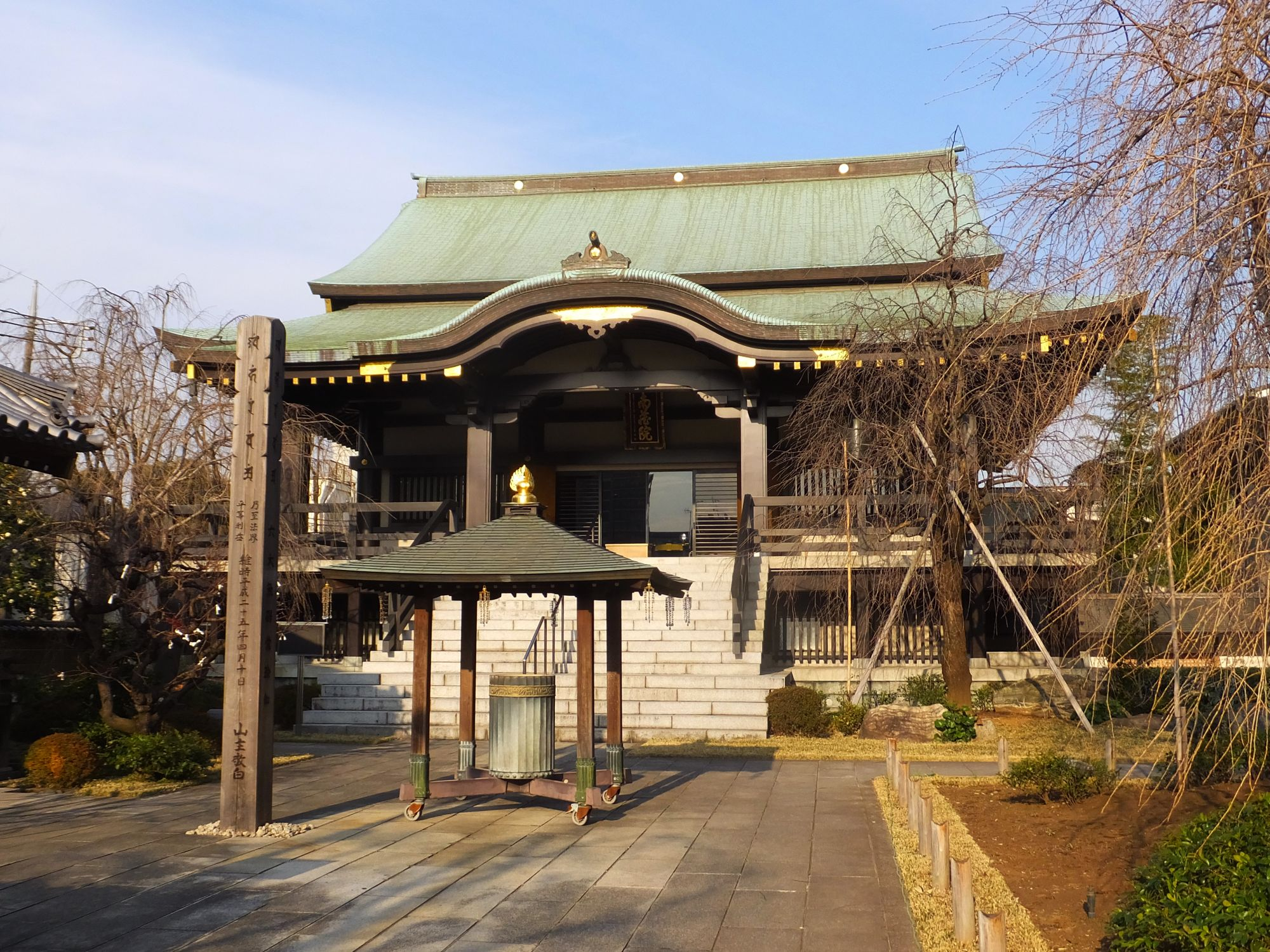
本堂
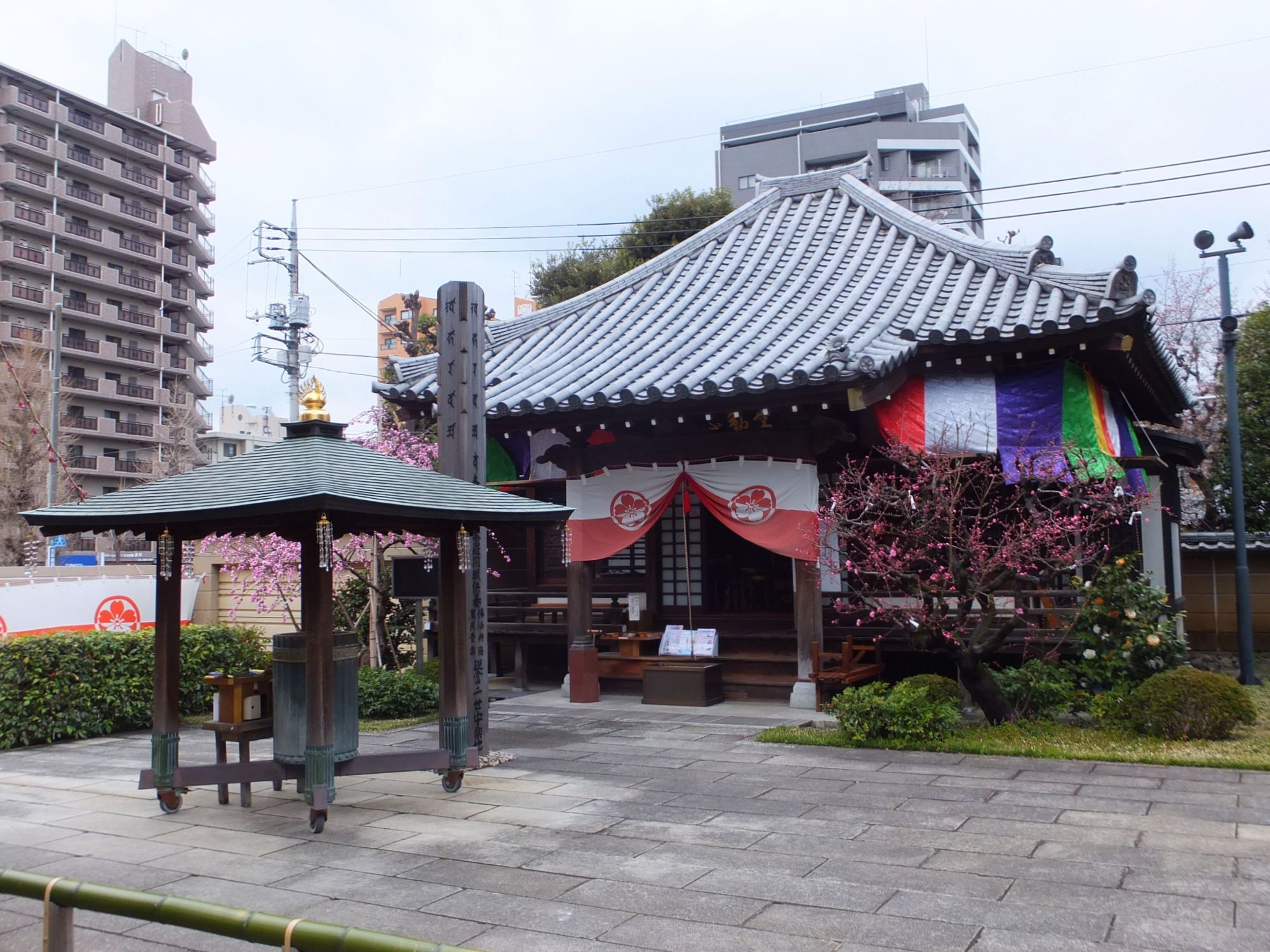
不動堂
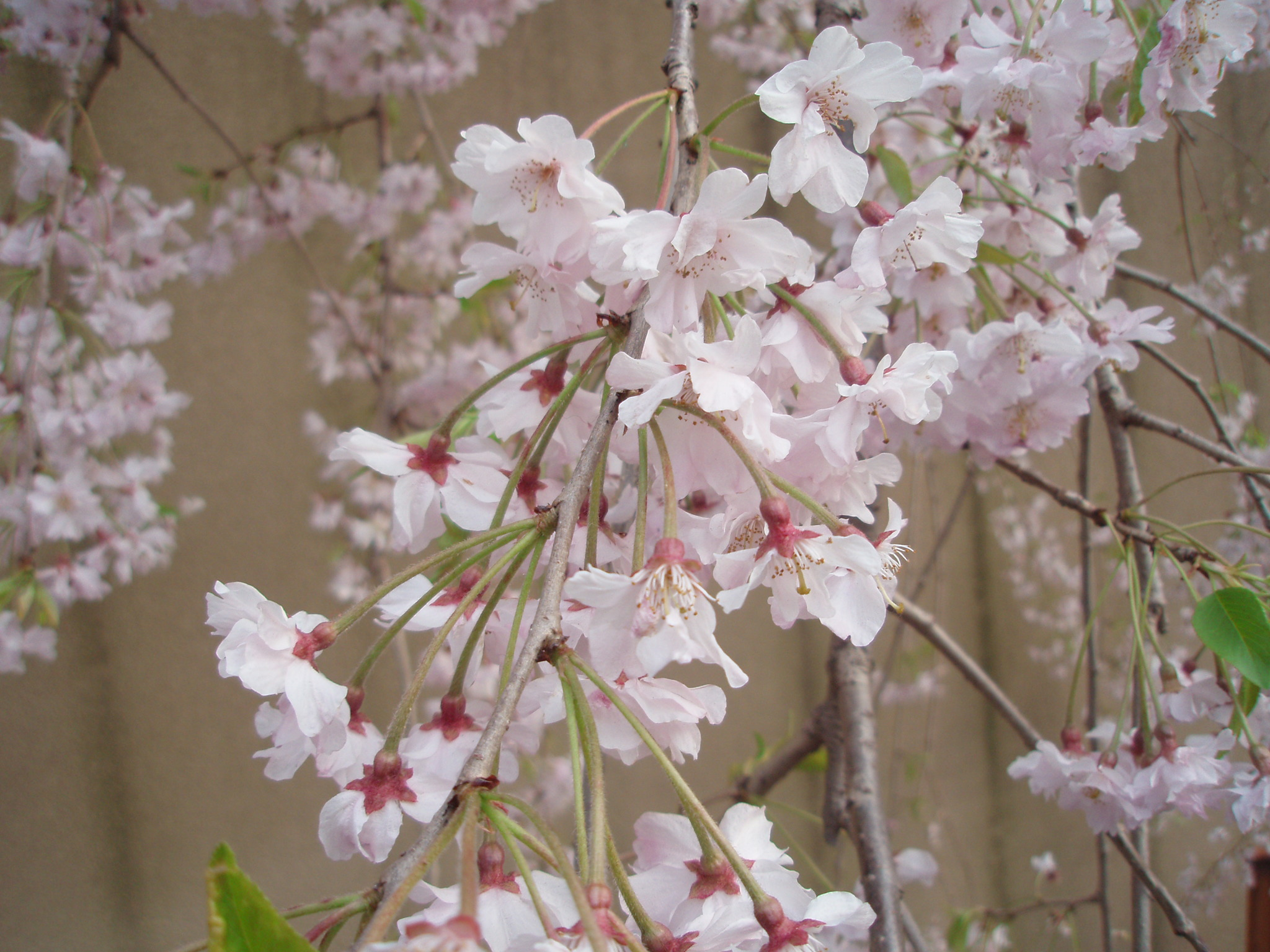
南蔵院の桜（駐車場から見た桜）
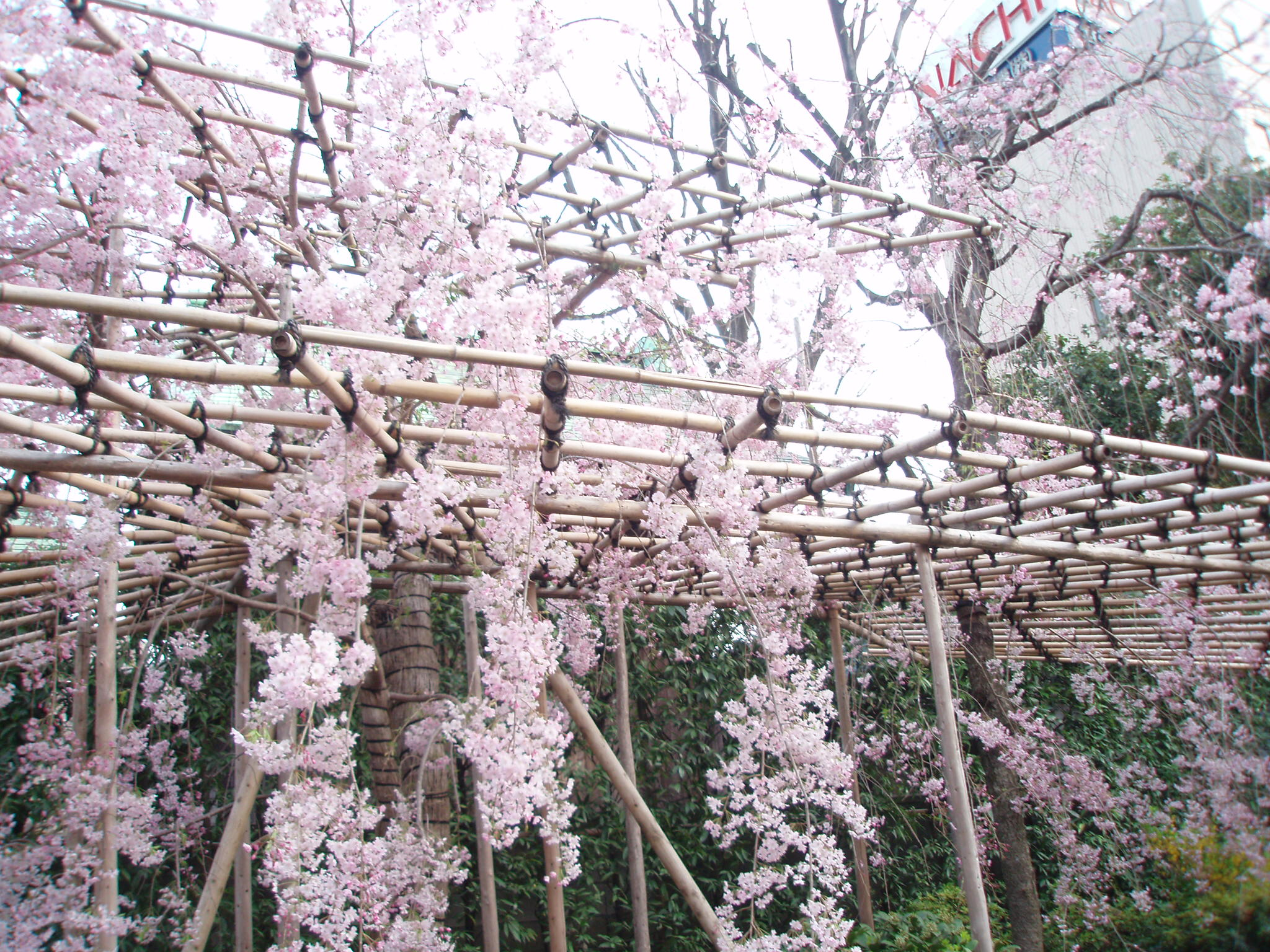
南蔵院の桜（しだれ桜）
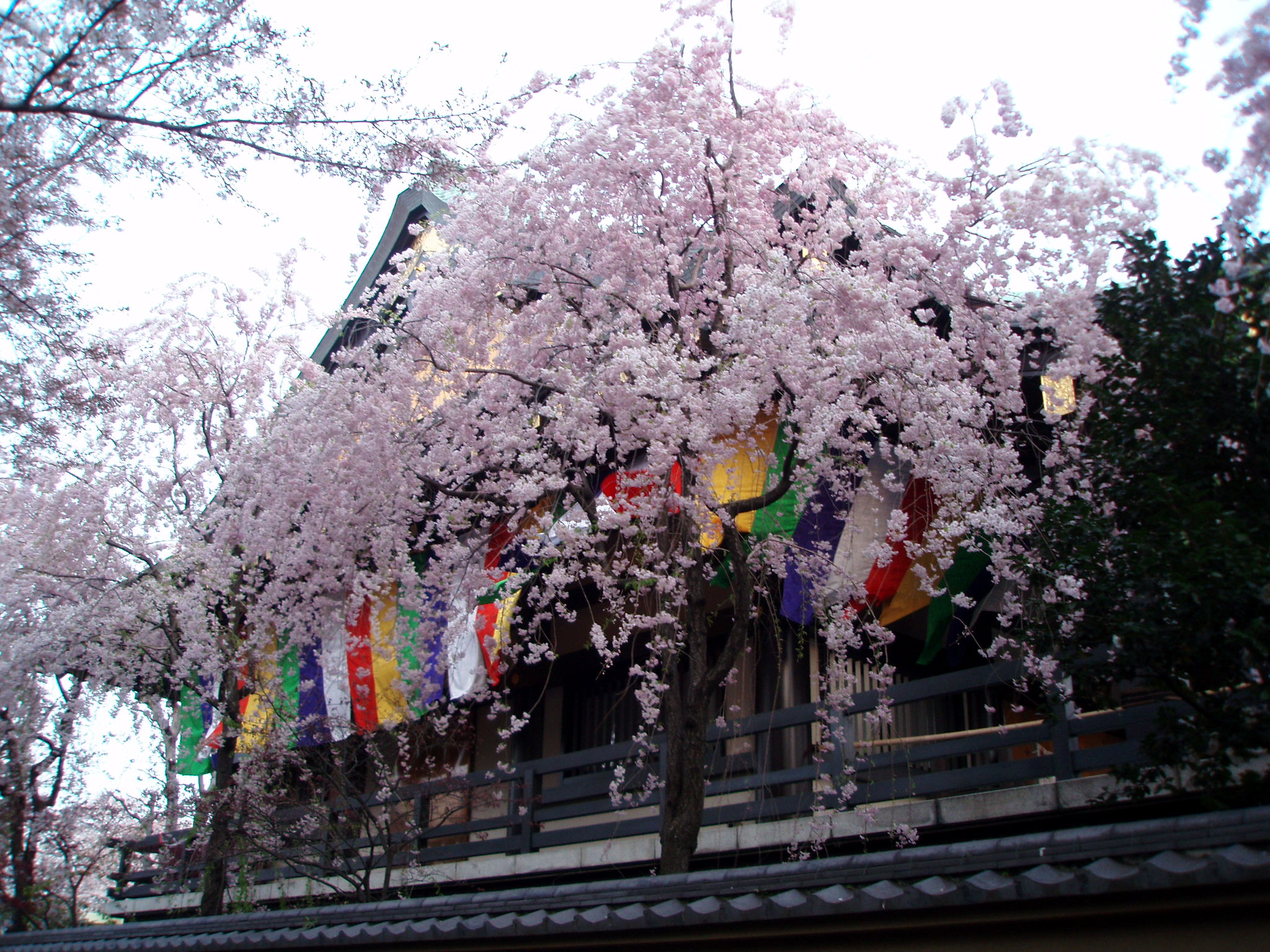
南蔵院の道路から見た風景